# Bugzy Malone
Aaron Daniel Davies (nacido el 20 de diciembre de 1990), más conocido por su nombre artístico Bugzy Malone, es un rapero y actor británico de Mánchester, Inglaterra. Malone ha sido descrito como uno de los artistas clave que instigaron un "renacimiento del grime" que alejó la escena urbana del Reino Unido de la música más comercial, y el primer artista del género grime de Mánchester en tener éxito comercial en el Reino Unido.
El álbum de Malone, King of the North, se lanzó el 14 de julio de 2017 y alcanzó el puesto número 4 en los Album Charts del Reino Unido.

## Primeros años
Malone nació como Aaron Davies en Withington Community Hospital y creció en Crumpsall, Mánchester, en una familia de criminales. Creció en un hogar asolado por la pobreza y nunca conoció a su padre biológico en su infancia. Davies vio a su padrastro como un modelo a seguir hasta que sus padres se divorciaron debido al abuso doméstico. Creció bajo la influencia de los miembros de su familia que estaban involucrados en actividades delictivas, incluido su tío, cuyo asesinato presenció. Davies comenzó a participar en actividades delictivas cuando tenía once años y, como resultado, fue expulsado de la escuela secundaria en el noveno año cuando tenía catorce años. Continuó una vida de comportamiento criminal hasta que fue arrestado cuando tenía dieciséis años y enviado a HMP Stoke Heath; no pudo completar sus exámenes GCSE. Después de salir de prisión cuando tenía 17 años, Davies se dedicó al boxeo como pasatiempo en un intento por encontrar una carrera y evitar volver a delinquir. Mientras practicaba el boxeo como carrera, Davies se mudó cerca de su padre biológico en Marple, Greater Mánchester, antes de que finalmente perdieran el contacto. Se mudó cerca de Heaton Park cuando tenía 20 años.
Davies se inspiró para empezar a rapear en la influyente serie de DVD "Risky Roadz" que también inspiró las carreras de Dizzee Rascal, Wiley y Skepta. Comenzó a rapear con sus amigos cuando a menudo se congregaban o cometían delitos. Sus amigos tocaban instrumentales desde sus teléfonos móviles y luego Davies hacía freestyle. Davies recibió el apodo de "Bugz" de una pandilla en la que estaba cuando tenía 13 años, antes de convertirse en "Bugzy Malone" cuando cumplía su condena en prisión. Después de salir de prisión, Davies comenzó a tomarse la música en serio como un pasatiempo secundario para su carrera en el boxeo, que en ese momento estaba creciendo.

## Carrera

### 2010-2015: Inicios de carrera
Malone lanzó su mixtape debut, SwaggaMan, en 2010. Comenzó a hacer freestyle para el canal de YouTube Northern Grime KODH TV en su serie Spray Out Freestyle. Luego hizo freestyle en populares canales urbanos de YouTube, incluido Grime Daily. En 2011, Davies lanzó su segundo mixtape Why So Serious, inspirado en The Dark Knight Rises. El sencillo principal del mixtape "Hip Hop Heavy Metal" se lanzó el 21 de septiembre de 2011 y el video musical actualmente tiene 1,3 millones de visitas en YouTube. Lost in Meanwhile City, el tercer mixtape de Malone, fue lanzado en 2012. Malone comentó sobre el mixtape en su sitio web:
Llamé a este mixtape "Lost In Meanwhile City" porque me topé con una película llamada Franklyn: sentí que podía relacionarme con la atmósfera oscura en ese momento y también algunos de los personajes destacados enfrentaron problemas similares que sentí que enfrentaba, es decir, familia. problemas, problemas de chicas, juicios, depresión. Sentí que 'Lost In Meanwhile City' era la metáfora perfecta de mi posición en la vida en ese momento en particular, me sentía perdido y básicamente en un mundo propio.
El sencillo principal del proyecto y el segundo video musical creado por Malone fue lanzado el 23 de agosto de 2012. En 2014, Malone anunció su cuarto mixtape, Journal of an Evil Genius, y comenzó una "campaña de mixtape" donde lanzó videos musicales con narrativas que coincidían con los sencillos lanzados del mixtape, similar a un "álbum visual ". Las imágenes se publicaron en forma de video de YouTube todos los lunes a las 19:00 durante seis semanas. Sobre el tema de crear una campaña que consiste en videos para promocionar el mixtape, Malone mencionó a Quentin Tarantino como una influencia y dijo: "Sentí que quería contar una historia vagamente basada en la realidad y usé la emoción cruda de las canciones como un excusa para crear una mini-película de terror". A 2017, los videos tienen más de 5 millones de visitas combinadas en YouTube. El mixtape fue lanzado el 10 de febrero de 2014. Hablando sobre el mixtape, Davies escribió en su sitio web.
Llamé a este mixtape 'The Journal of an Evil Genius' principalmente porque eso es lo que es. Las canciones en sí están escritas en un estilo similar a un diario, lo que hace que este disco sea el que más significa para mí. El "Evil Genius" es un alias que se me ocurrió un día en el estudio y simplemente se quedó. Este proyecto es una historia intrincada/precisa sobre mi pasado desde la niñez hasta el presente, dándole una sensación de diario.

### 2015-presente: Feud with Chip,Walk with Me,Facing TimeyKing of the North
El 7 de septiembre de 2014, Malone lanzó un freestyle "Spitfire" en JDZmedia que obtuvo su primer millón de visitas en YouTube y le dio más popularidad fuera de Mánchester; más tarde le valió una actuación en Fire in the Booth con Charlie Sloth en BBC Radio 1Xtra. Davies lanzó su último video Fire in The Booth el 14 de marzo de 2015. Cuando Malone recibió originalmente una llamada telefónica de Sloth solicitando una aparición en el segmento Fire in the Booth de Radio 1Xtra, pensó que era una llamada de broma. Fire in the Booth de Malone es actualmente el video más visto de la serie con 25 millones de visitas. En mayo de 2016, 1Xtra lanzó el segundo Fire in the Booth de Davies, que actualmente tiene 9 millones de visitas. Durante su Fire in The Booth, Davies se burló de Chip, otro artista del grime. Chip, dos días después, publicó un tuit en Twitter que decía "El nombre que puedes manejar. . . CHIPMUNK!" antes de responder a sus críticos, incluido Davies, en la letra de la canción "Pepper Riddim", que se lanzó el 20 de marzo de 2015. Esto llamó la atención en la escena del grime. Varios días después, el 25 de marzo, Davies lanzó "Relegation Riddim". El video musical en YouTube presentó a muchos artistas que se incluyeron en la disputa, incluido Big Narstie. El video actualmente tiene más de 12 millones de visitas, lo que lo convierte en el video musical más visto de Davies. El 3 de abril de 2017, Chip lanzó "The End", al que Davies respondió con "The Revival". En septiembre de 2017, Chip respondió a "The Revival" con seis pistas, lo que llevó a Davies a responder dos veces. Esta sería la última vez que Davies le respondió a Chip, quien luego incluyó dos temas disidentes más antes de detenerse. En julio de 2017, Davies lanzó un vlog de estilo documental en la promoción de su EP King of the North, donde hace referencia directa a la disputa, diciendo:
Me llamó y me dijo: "Escucha, podemos hacer esto como un ida y vuelta y arrojar algo de luz sobre tu carrera", pero tú mismo lo sabes, he estado trabajando en este punto durante seis años. No necesito que nadie brille. Correcto, entonces, fue un caso de "bien, genial" y fue una conversación bastante civilizada. Él estaba como "podemos hacer festivales juntos" y esto y lo otro y yo estaba como "sí, escuché eso hermano, pero ya escribí mi respuesta".
El 13 de junio de 2015, DJ MistaJam estrenó el primer sencillo oficial de Malone "Watch Your Mouth" en BBC Radio 1 y el video fue lanzado en el canal de YouTube de Malone esa misma noche. La pista se reprodujo en la radio del Reino Unido y en las cadenas de televisión populares, incluidas Capital Xtra, Bang Radio, Kiss 100, Reprezent, Unity Radio, BBC Xtra, Radio 1, Asian Network, Westside FM, MTV Base, Flava TV, Kiss TV. y Canal AKA. El 24 de julio de 2015, Malone lanzó su primer EP Walk with Me, que entró en el número 8 en los Albums Chart Reino Unido. Más tarde creó su propio sello discográfico, "Ill Gotten Records", en un intento de ayudar a los artistas de Mánchester.
Malone lanzó Facing Time, su segundo EP, que alcanzó el puesto número 6 en la lista de álbumes del Reino Unido el 16 de junio de 2016. Para promocionar el EP, lanzó una trilogía de imágenes titulada "Section 8(1)" destinada a coincidir con el tema del EP. El 27 de agosto, lanzó el primer "capítulo" con el mismo nombre que su exitosa canción, "Beauty and the Beast". El 28 de agosto de 2016, se lanzó el capítulo 2 y se basó en la canción "Facing Time". El 29 de agosto de 2016 se lanzó el tercer y último capítulo, basado en la canción "Yo sugiero". "Section 8(1)" fue producida por G. Kuba y el mismo Malone. Malone planeó un truco publicitario sobre él siendo arrestado en un robo a mano armada para promocionar el EP.
Malone lanzó su primer sencillo en las listas de éxitos "Through The Night" con DJ Luck & MC Neat el 18 de mayo de 2017. La canción se ubicó en el puesto 92, lo que la convirtió en el primer sencillo de Davies en el UK Singles Chart. Davies lanzó su tercer EP King of the North el 14 de julio de 2017. El álbum se ubicó en el número 4 en las listas de álbumes del Reino Unido y tuvo tres sencillos en las listas, "Through the Night", "Memory Lane" y "Bruce Wayne", en las listas 92, 74 y 99 respectivamente. Davies fue anunciado como uno de los artistas que actuarán en la reapertura del Manchester Evening News Arena y publicó en su cuenta personal de Twitter después de su actuación: "Ya les he dicho antes y les diré otra vez que Manchester es el hogar de los valientes."
Una foto de Davies y Chip fotografiados juntos en la fiesta de cumpleaños de Giggs se subió a Instagram el 13 de diciembre de 2017. Esto llevó a la especulación de que su enemistad de dos años había terminado o había sido fingida. Davies explicó que se reconcilió con Chip y terminó su enemistad en la fiesta.

## Arte

### Estilo de música
Malone cita su mayor inspiración en Tupac Shakur. The Guardian ha llamado a Malone un creador de tendencias para la escena musical urbana de Mánchester, principalmente su escena grime, donde fue el primer artista grime de Mánchester en alcanzar el éxito comercial nacional. Cuando MTV le pidió que describiera su sonido, llamó a su sonido una "Evolución de Grime". El acento mancuniano de Malone es una marca registrada de su estilo vocal que ha sido descrito como "profundo desde el diafragma".
Malone ha sido elogiado por su estilo de escritura que ha sido llamado "introspectivo", "confesional", y "único". Las letras de Davies suelen tratar sobre la criminalidad, la pobreza y el sufrimiento emocional. La música de Malone ha sido llamada "clara, poderosa y precisa", y "rápida" cuando está rapeando.

### Moda
En mayo de 2016, Malone se asoció con Supply & Demand para una línea de moda que abarcaría principalmente chándales. La línea se vendió en la cadena minorista JD Sports y ha lanzado tres sets de la colaboración Supply & Demand. La ropa de Malone es principalmente mercancía que ha sido formateada en ropa de moda de alta gama. La ropa generalmente tiene rasgos de las cosas que le gustan a Davies, como el superhéroe Batman.

## Asuntos legales
Cuando Davies tenía dieciséis años, fue arrestado y enviado a HMP Stoke Heath.
El 14 de septiembre de 2020, Bugzy compareció ante el tribunal luego de ser acusado de 2 cargos de herir para infligir daños corporales graves. Fue absuelto de los cargos después de que el jurado aceptara que actuó en defensa propia.

## Vida personal
Davies le propuso matrimonio a su entonces novia durante 9 años el 20 de diciembre de 2019.
El 26 de marzo de 2020, Davies resultó gravemente herido tras verse involucrado en un accidente en Bury. Las imágenes circularon en Twitter del rapero montando un cuatrimoto y fueron seguidas por videos de él tirado en el suelo después de la colisión. Se reveló que chocó contra un automóvil a 112 km/h sin usar un casco, lo que lo llevó a sufrir una hemorragia cerebral.

## Discografía

### Álbumes de estudio
| Título           | Detalles del álbum                                              | Puestos más altos | Puestos más altos | Certificaciones |
| Título           | Detalles del álbum                                              | UK                | IRL               | Certificaciones |
| ---------------- | --------------------------------------------------------------- | ----------------- | ----------------- | --------------- |
| B. Inspired      | - Lanzado: 17 de agosto de 2018 - Formato: CD, descarga digital | 6                 | 19                | - BPI: Oro      |
| The Resurrection | - Lanzado: 28 de mayo de 2021 - Formato: CD, descarga digital   | 7                 | 36                |                 |

### EPs
| Título            | Detalles del EP                                                | Puesto más alto | Puesto más alto | Certificaciones |
| Título            | Detalles del EP                                                | UK              | UK R&B          | Certificaciones |
| ----------------- | -------------------------------------------------------------- | --------------- | --------------- | --------------- |
| Walk with Me      | - Lanzado: 24 de julio de 2015 - Formato: CD, descarga digital | 8               | 2               |                 |
| Facing Time       | - Lanzado: 3 de junio de 2016 - Formato: CD, descarga digital  | 6               | —               | - BPI: Plata    |
| King of the North | - Lanzado: 14 de julio de 2017 - Formato: CD, descarga digital | 4               | —               | - BPI: Gold     |

### Mixtapes
| Título                        | Detalles del álbum                                   |
| ----------------------------- | ---------------------------------------------------- |
| SwaggaMan                     | - Lanzado: 2010 - Formato: Descarga digital          |
| Why So Serious                | - Lanzado: 2011 - Formato: Descarga digital          |
| Lost in MeanWhile City        | - Lanzado: 2012 - Formato: Descarga digital          |
| The Journal of an Evil Genius | - Lanzado: 2014 - Formato: Descarga digital          |
| Stereotyped                   | - Lanzado: Enero de 2015 - Formato: Descarga digital |

### Sencillos

#### Como artista principal
| Título                                    | Año  | Puesto más alto | Puesto más alto | Puesto más alto | Certificaciones | Álbum             |
| Título                                    | Año  | UK              | UK Ind.         | IRE             | Certificaciones | Álbum             |
| ----------------------------------------- | ---- | --------------- | --------------- | --------------- | --------------- | ----------------- |
| "Relegation Riddim"                       | 2015 | —               | —               | —               |                 |                   |
| "Zombie Riddim"                           | 2015 | —               | —               | —               |                 |                   |
| "WasteMan"                                | 2015 | —               | —               | —               |                 |                   |
| "Bronson"                                 | 2016 | —               | —               | —               |                 |                   |
| "Beauty and the Beast"                    | 2016 | —               | 32              | —               | - BPI: Oro      | Facing Time       |
| "Mad"                                     | 2016 | —               | —               | —               |                 |                   |
| "Aggy Wid It"                             | 2017 | —               | —               | —               |                 | King of the North |
| "And What"                                | 2018 | —               | —               | —               |                 |                   |
| "Clash of the Titans"                     | 2018 | —               | —               | —               |                 |                   |
| "Warning"                                 | 2018 | 97              | —               | —               |                 | B. Inspired       |
| "Run" (feat. Rag'n'Bone Man)              | 2018 | 55              | —               | 84              | - BPI: Plata    | B. Inspired       |
| "M.E.N II"                                | 2019 | 34              | —               | 64              | - BPI: Plata    |                   |
| "Kilos" (feat. Aitch)                     | 2019 | 20              | —               | 61              | - BPI: Plata    |                   |
| "December"                                | 2019 | 66              | —               | —               |                 |                   |
| "Cause a Commotion" (feat. Skip Marley)   | 2020 | 93              | —               | —               |                 |                   |
| "M.E.N III"                               | 2020 | 18              | —               | 35              | - BPI: Plata    | The Resurrection  |
| "Doe'd Up"                                | 2020 | —               | —               | —               |                 |                   |
| "Don't Cry" (con Dermot Kennedy)          | 2020 | 77              | —               | 25              |                 | The Resurrection  |
| "Notorious" (con Chip)                    | 2021 | 30              | —               | 70              |                 | The Resurrection  |
| "Welcome to the Hood" (feat. Emeli Sandé) | 2021 | 88              | —               | —               |                 | The Resurrection  |
| "Skeletons"                               | 2021 | 80              | —               | —               |                 | The Resurrection  |
| "War Mode"                                | 2021 | 55              | —               | —               |                 |                   |
| "Daily Duppy"                             | 2022 | 55              | —               | 81              |                 |                   |
| "Energy" (con Mist)                       | 2022 | 38              | 5               | —               |                 |                   |
| "Out of Nowhere" (con TeeDee)             | 2022 | 9               | 1               | 14              | - BPI: Plata    |                   |
| "Easy" (con KSI y R3hab)                  | 2023 | —               | —               | —               |                 |                   |

#### Como artista invitado
| Título | Año  | Posiciones | Album                             |
| Título | Año  | UK         | Album                             |
| --- | ---- | ---------- | --------------------------------- |
| "Who Am I?" (Kojo Funds feat. Bugzy Malone)                                                                              | 2018 | 69         | Golden Boy                        |
| "I Spy (Remix)" (Krept & Konan feat. Bugzy Malone, Morrisson, SL, RV, Snap Capone and Abra Cadabra)                      | 2019 | —          |                                   |
| "Body (Remix)" (Tion Wayne & Russ Millions feat. ArrDee, E1 (3x3), Bugzy Malone, Fivio Foreign, ZT (3x3), Darkoo y Buni) | 2021 | 1          | Green with Envy and Pier Pressure |
| "Payslips" (Swarmz feat. Bugzy Malone y M24)                                                                             | 2021 | —          |                                   |

### Otras canciones registradas y certificadas
| Título                                        | Año  | Posiciones | Posiciones | Certificaciones | Álbum             |
| Título                                        | Año  | UK         | UK Ind.    | Certificaciones | Álbum             |
| --------------------------------------------- | ---- | ---------- | ---------- | --------------- | ----------------- |
| "M.E.N"                                       | 2015 | —          | —          | - BPI: Gold     | Walk with Me      |
| "Moving"                                      | 2016 | —          | 23         | - BPI: Silver   | Facing Time       |
| "Facing Time"                                 | 2016 | —          | 24         |                 | Facing Time       |
| "Gone Clear"                                  | 2016 | —          | 33         |                 | Facing Time       |
| "Late Night in The 0161"                      | 2016 | —          | 41         |                 | Facing Time       |
| "We Don't Care"                               | 2016 | —          | 42         |                 | Facing Time       |
| "Bruce Wayne"                                 | 2017 | 99         | —          |                 | King of the North |
| "Memory Lane" (feat. Tom Grennan)             | 2017 | 65         | —          | - BPI: Gold     | King of the North |
| "Through the Night" (feat. DJ Luck & MC Neat) | 2017 | 92         | —          | - BPI: Silver   | King of the North |
| "Ordinary People" (feat. JP Cooper)           | 2018 | —          | —          | - BPI: Silver   | B. Inspired       |
| "Grown Flex" (con Chip)                       | 2021 | 63         | —          |                 | Snakes & Ladders  |

### Apariciones especiales
| Título          | Año  | Otros artistas              | Álbum              | Crédito(s)                   |
| --------------- | ---- | --------------------------- | ------------------ | ---------------------------- |
| "So Close"      | 2017 | Tinie Tempah, Guy Sebastian | Youth              | Artista invitado, coescritor |
| "Don't Stop"    | 2017 | Chase & Status              | Tribe              | Artista invitado, coescritor |
| "Ghost" (Remix) | 2018 | Dizzee Rascal               | Remix sin álbum    | Artista invitado, coescritor |
| "Silly"         | 2021 | KSI                         | All Over the Place | Artista invitado, coescritor |

## Filmografía
| Año  | Título                            | Papel       |
| ---- | --------------------------------- | ----------- |
| 2019 | The Gentlemen                     | Ernie       |
| 2022 | Operation Fortune: Ruse de Guerre | J.J. Davies |